# Camillo Porzio
Camillo Porzio, lateinisch Camillus Portius (* 1526 in Neapel; † um 1580 ebenda) war ein italienischer Historiker.

## Leben
Er gehörte einer wohlhabenden neapolitanischen Adelsfamilie an und war der Sohn des Philosophen Simone Porzio (1496–1554). Er studierte Rechtswissenschaft, zuerst in Bologna und später in Pisa, und nachdem er im römischen und kanonischen Recht graduiert hatte, praktizierte er als Anwalt in Neapel.
Sein literarisches Hauptwerk ist La Congiura dei baroni (Die Verschwörung der Barone), eine Geschichte der erfolglosen Konspiration der neapolitanischen Barone gegen König Ferdinand I. (Neapel) im Jahr 1485. Es basiert auf den authentischen Berichten der staatlichen Prozesse, ist aber voreingenommen zugunsten der königlichen Herrschaft. Es wurde zuerst 1565 von Paulus Manutius in Rom veröffentlicht. Von Porzios anderen Werken ist die Storia d'Italia (Geschichte Italiens, von 1547 bis 1552) das bekannteste. Nur die ersten beiden Bücher des Werkes sind überliefert.

## Werke
- Camillo Porzio, Dino Compagni, Bernardo Davanzati: "Congiura de' Baroni del regno di Napoli contra il re Ferdinando primo" / "Istoria Fiorentina" / Scisma d'Inghilterra. Milano, per Antonio Fontana, 1830 (Tre Opere raccolte in unico volume.)
- Camille Porzio: Opere. Pubblicate per cura di C. Monzani. Seconda edizione, coll' aggiunta del secondo libro della storia d'Italia inedito. Firenze, Le Monnier 1855 (enthält Porzios Hauptwerke "La Congiura de' Baroni del regno di Napoli contra il re Ferdinando primo" (erstmals 1565 veröffentlicht) und die "Storia d'Italia")

## Übersetzungen
- Camillo Porzio: Die Verschwörung der Barone des Königreichs Neapel gegen König Ferrante I. In: Hermann Hefele: Alfonso I. – Ferrante I. von Neapel: Schriften von Antonio Beccadelli, Tristano Caracciolo, Camillo Porzio. Jena: Diederichs, 1912